# República de Mahabad
A República de Mahabad (em curdo: Komarî Mehabad, em persa: جمهوری مهاباد ), conhecida oficialmente como República do Curdistão e estabelecida no Curdistão iraniano, foi um governo curdo de curta duração que buscava autonomia curda dentro dos limites do Estado iraniano.

## História
Este é o segundo Estado curdo moderno, após a República de Ararate, na Turquia. A capital era a cidade de Mahabad no noroeste do Irã. O próprio Estado englobava um pequeno território, incluindo Mahabad e as cidades de Piranshahr, Sardasht, Bukan, Nacada e Ushnaviya, que abrangia as regiões da atual província iraniana de Azerbaijão Ocidental. A fundação e desaparecimento da República foi uma parte da crise do Irã, um conflito entre os Estados Unidos e a União Soviética, durante os estágios iniciais da Guerra Fria.
Qazi Muhammad foi o presidente da República, Mustafa Barzani foi Ministro da Defesa e o primeiro-ministro foi Haji Baba Sheikh. A independência é declarada em 22 de janeiro de 1946, mas o Estado foi derrotado menos de um ano mais tarde pelo exército iraniano. Após o desaparecimento da república, Qazi Muhammad é executado em público no centro de Mahabad.

## Ligações Externas
- Kurdistan crossroads - em inglês
- 消滅した国々－クルディスタン人民共和国 - em japonês